# Laatste heilige sacramenten
De laatste heilige sacramenten of laatste sacramenten worden in de traditie van de Rooms-Katholieke Kerk toegediend aan zieken die in acuut levensgevaar verkeren. 
Als laatste sacramenten gelden (in deze volgorde): de laatste biecht, de ziekenzalving en de laatste Heilige Communie (die dan viaticum of teerspijze wordt genoemd). Deze sacramenten kunnen in een separate liturgische viering worden toegediend, maar ook geïntegreerd. De bedienaar is de priester. Afhankelijk van de toestand van de stervende, kan het toedienen van de laatste sacramenten een min of meer informeel karakter hebben.
Sinds het Tweede Vaticaans Concilie (1962–1965) ligt overigens het accent bij de ziekenzalving niet louter op het naderende sterven. De Kerk beveelt aan dat het sacrament der zieken in een eerder stadium wordt bediend, zodat het de zieke in zijn ziek-zijn kan sterken. De 'ziekenzalving' is daarom niet synoniem met het 'laatste sacrament'. Dit is ook een van de drie groepen sacramenten. 